# جارسيا اورتادو دي ميندوزا
جارسيا اورتادو دي ميندوزا كان عسكريًا إسبانيًا ، أصبح حاكمًا لتشيلي ونائب الملك الثامن لبيرو. غالبًا ما يُعرف ببساطة باسم «ماركيز كانيت». ينتمي إلى عائلة مؤثرة من النبلاء الإسبان ، هورتادو دي ميندوزا ، حارب بنجاح في حرب أراوكو خلال إقامته كحاكم لشيلي. سميت مدينة مندوزا باسمه. في منصبه اللاحق كنائب للملك لبيرو ، رعى رحلة ألفارو دي ميندانا عبر المحيطات عام 1595 ، الذي أطلق على جزر ماركيساس اسمه.
كان حاكم تشيلي بين عامي (1556-1561) ، حيث هزم كوبوليكان (1557) وكان مسؤولاً عن تنظيم الإدارة الإسبانية. خلال الفترة التي قضاها نائب الملك في بيرو ، استولى على القرصان هوكينز (1594) ، وحسن الموارد المالية والإدارة ، وقاد الحملة عبر المحيط الهادئ التي اكتشفت جزر ماركيساس ، التي سميت على شرفه.